# كريسي تايلور
كريسي تايلور (بالإنجليزية: Krissy Taylor)‏ هي عارضة أمريكية، ولدت في 15 مايو 1978 في ميامي في الولايات المتحدة، وتوفيت في 2 يوليو 1995 في بيمبروك باينز في الولايات المتحدة بسبب ربو.

## وصلات خارجية
- كريسي تايلور على موقع الموسوعة البريطانية (الإنجليزية)
- كريسي تايلور على موقع دليل عارضات الأزياء (الإنجليزية)